# 毕厚杰
毕厚杰（1932年—），男，上海人，中国视频通信专家，曾任南京邮电学院无线电系副系主任、教授、博士生导师。